# Percy Whitlock
Percy William Whitlock (1er juin 1903 à Chatham (Kent) - 1er mai 1946 à Bournemouth) est un organiste anglais et compositeur post-romantique. 

## Biographie
Percy Whitlock étudie au Royal College of Music de Londres avec Charles Villiers Stanford et Ralph Vaughan Williams. De 1921 à 1930, Whitlock est organiste adjoint à la cathédrale de Rochester dans le Kent. Il exerce les fonctions de directeur de la musique à l' église St Stephen de Bournemouth pendant cinq ans, combinant cette expérience à partir de 1932 avec le rôle d'organiste de l'arrondissement de cette ville, rôle qu'il a joué régulièrement au Pavilion Theatre. Après 1935, il travaille à plein temps pour le Pavilion Theatre. Passionné de chemins de fer, il écrit longuement et avec compétence sur ses intérêts. Parfois, tant pour la prose que pour la musique, il utilise le pseudonyme "Kenneth Lark". Il travaille en étroite collaboration avec l'orchestre municipal de Bournemouth. Le chef d'orchestre, de 1935 à 1940, est Richard Austin, dont le père, Frederic Austin, dédie sa sonate à l'orgue à Whitlock. 
La tuberculose est diagnostiquée chez Whitlock en 1928. Vers la fin de sa vie, il perd complètement la vue et il meurt à Bournemouth quelques semaines avant son 43e anniversaire. Pendant des décennies, il reste en grande partie oublié. Cette négligence s’est atténuée ces derniers temps, notamment grâce aux activités et aux publications du Percy Whitlock Trust, fondé en 1983. Le Percy Whitlock Trust est liquidé en 2017 en raison de l'expiration du droit d'auteur sur les compositions de Whitlock, ainsi que du transfert de ses actifs et de ses archives au Royal College of Organists.

## Œuvres choisies

### Orgue seul
- Six Hymn Preludes (1923, revised 1944)
- Five Short Pieces (1929)
- Two Fantasie Chorals (1931, revised 1933)
- Four Extemporisations (1932–33)
- Seven Sketches on Verses from the Psalms (1934)
- Sonata in C minor (1935–36)
- Plymouth Suite (1937)
- Reflections: Three Quiet Pieces (1942–45)

### Orchestre
- Carillon (1932)
- March: Dignity and Impudence (1932–33)
- Concert-Overture: The Feast of St. Benedict (1934)
- To Phoebe (1936)
- Symphony in G minor for organ and orchestra (1936–37)
- Poem (1937)
- Wessex Suite (1937)
- Balloon Ballet (1938)
- Holiday Suite (1938–39)
- Ballet of the Wood Creatures (1939)
- Prelude, Air and Fugue (1939)
- Peter's Tune (1939)
- Fanfare on the tune "Song of Agincourt" (1940)
- Caprice (1941)

### Choral
- O Gladsome Light (1917–18)
- Motet: The Saint whose praise today we sing (1923)
- Magnificat and Nunc Dimittis in G (1924)
- Jesu, grant me this, I pray (1924–28, revised 1945)
- Glorious In Heaven (1925)
- Communion Service in G (1927)
- Sing praise to God who reigns above (1928)
- Three Introits (1929)
- Magnificat and Nunc Dimittis in D (1930)
- Evening Cantata: Round me falls the night (1930)
- Magnificat and Nunc Dimittis (Plainsong, with alternate verses in Harmony) (1930)
- A Simple Communion Service (1930)
- Solemn Te Deum (1931)
- He is risen - Anthem for Eastertide (1932)
- Come, let us join our cheerful songs (1945)

## Discographie sélective
- Percy Whitlock: Sonate pour orgue en do mineur, Choeur Fantastique n ° 1, Cinq pièces courtes. John Scott / Orgue de la cathédrale Saint-Paul, Londres. London: Hyperion Records, 2004. 1 CD.
- Percy Whitlock: Suite de vacances, Musique pour orchestre, Suite Wessex, La fête de saint Benoît. Malcolm Riley (orgue), orchestre de concerts Gavin Sutherland / RTE. Hong Kong: Naxos, 2001. 1 CD.
- Percy Whitlock: Symphonie en sol mineur pour orgue et orchestre (1936-1937). Francis Jackson: Concerto pour orgue, cordes, timbales et céleste op. 64. Francis Jackson, organiste (symphonie Whitlock: York Minster; concerto Jackson: Lyons Concert Hall, Université de York). Jonathan Wainwright / Orchestre de l'Université de York. North Yorkshire: Amphion, 2000. 1 CD.
- Les œuvres pour orgue complètes de Percy Whitlock, Vol. 1. Graham Barber / Orgue de la mairie de Hull. Bedfordshire: Priory Records, 1996. 1 CD.
- Les œuvres pour orgue complètes de Percy Whitlock, Vol. 2 Graham Barber / Orgue de la cathédrale de Hereford. Bedfordshire: Priory Records, 1997. 1 CD.
- Les œuvres pour orgue complètes de Percy Whitlock, Vol. 3 Graham Barber / Orgue Compton de l'abbaye Downside. Bedfordshire: Priory Records, 1998. 1 CD.
- La musique chorale de Percy Whitlock. Chœur de la cathédrale de Rochester, Roger Sayer (directeur de la musique), William Whitehead (assistant organiste). Bedfordshire: Priory Records, 1996. 1 CD.